# 谢学崇
谢学崇（1783年—1840年），字椒石。江西南康人，清朝政治人物。

## 生平
乾隆四十八年（1783年）生。谢启昆之子，為書香世家。嘉庆七年（1802年）進士，是年六月二十六日，其父谢启昆病逝于广西巡抚任上，谢学崇回家守丧，刊行其父遺著《小学考》。嘉庆十五年（1810年），京察一等，以道府行政长官候用，后出任陈州知府。道光四年（1824）以后，赋闲在家，寄居扬州邗上，前後近二十年。擔任幕宾以维持生计。道光二十二年（1840年）卒。著有《亦園詩賸》5卷、《小蘇潭詞》6卷。有子謝質卿。